# Астраханка (Запорожская область)
Астраха́нка (укр. Астраханка) — село,
Астраханский сельский совет,
Мелитопольский район,
Запорожская область,
Украина.
Код КОАТУУ — 2323080401. Население по переписи 2001 года составляло 1223 человека .
Является административным центром Астраханского сельского совета, в который, кроме того, входят сёла
Арабка,
Борисовка и
Свободное.

## Географическое положение
Село Астраханка находится на берегу реки Арабка,
выше по течению на расстоянии в 1 км расположено село Свободное,
ниже по течению примыкает село Борисовка.

## История
Село основано в 1825 году выходцами из Тамбовской губернии. За несколько лет до этого сюда, на нежилую до того территорию, были переселены молокане из Астраханской губернии — отсюда и название села.
С 1875 года до начала Первой мировой войны Астраханка была центром кустарного производства сельскохозяйственных веялок. 23 хозяйства села изготавливали в сумме около 8000 веялок в год.
По переписи 1897 года здесь проживало 3383 человека, из них 2887 старообрядцев.
В 1907 году молоканский журнал «Духовный Христианин» опубликовал письмо местного жителя, описывающее многообразие местной религиозной жизни: «Наше село Астраханка имеет населения 5000 душ; молитвенных собраний 9: два тамбовские, одно владимирское, одно ново-молоканское-донское, два духовных молокан-прыгунов, одно „братское“, одно старо-баптистское, одно ново-баптистское-свободное»...
В 1907 году в Астраханке была открыта евангелистская Учительская семинария (под руководством реформатского пастора Вальтера Жака). Попечителем школы стал Зиновий Данилович Захаров — лидер новомолокан и депутат Государственной Думы (1907—1912). По воспоминаниям баптиста Ивана Непраша, преподававшего в ней, задачей семинарии была подготовка «верующих учителей для истинно христианского воспитания школьной молодежи». Позднее в её здании размещались школа, штабы Красной армии и немецких войск. В 1943 году здание было частично разрушено, и окончательно восстановлено только в 1980-х годах. Сейчас здесь размещается сельсовет.
Астраханские крестьяне Григорий Мамонтов и братья Иван, Тимофей, Григорий, Василий и Пётр Кругловы поддерживали связь с Мелитопольской социал-демократической организацией и вели агитацию во время и после революции 1905—1907 годов. В декабре 1910 года они были на год высланы из села под гласный надзор полиции.
В 1913 году в Астраханке было 9625 десятин земли и 520 дворов. Населения: приписного — 3643 человека, постороннего — 750.
В 1921 году в селе была организована сельскохозяйственная артель «Радуга».
От германской оккупации Астраханка была освобождена 21 сентября 1943 года.
В годы застоя в Астраханке находилась центральная усадьба колхоза им. Горького, владевшим 9887 га угодий, в том числе 8548 га пахотной земли. Также в селе размещались кирпичный завод районного значения, производственное отделение райсельхозтехники и цех Мелитопольского производственного объединения «Радуга», выпускавший металлоконструкции для сельскохозяйственных нужд.
В 1997 году мелитопольский мужской монастырь Саввы Освященного образовал в Астраханке подворье.

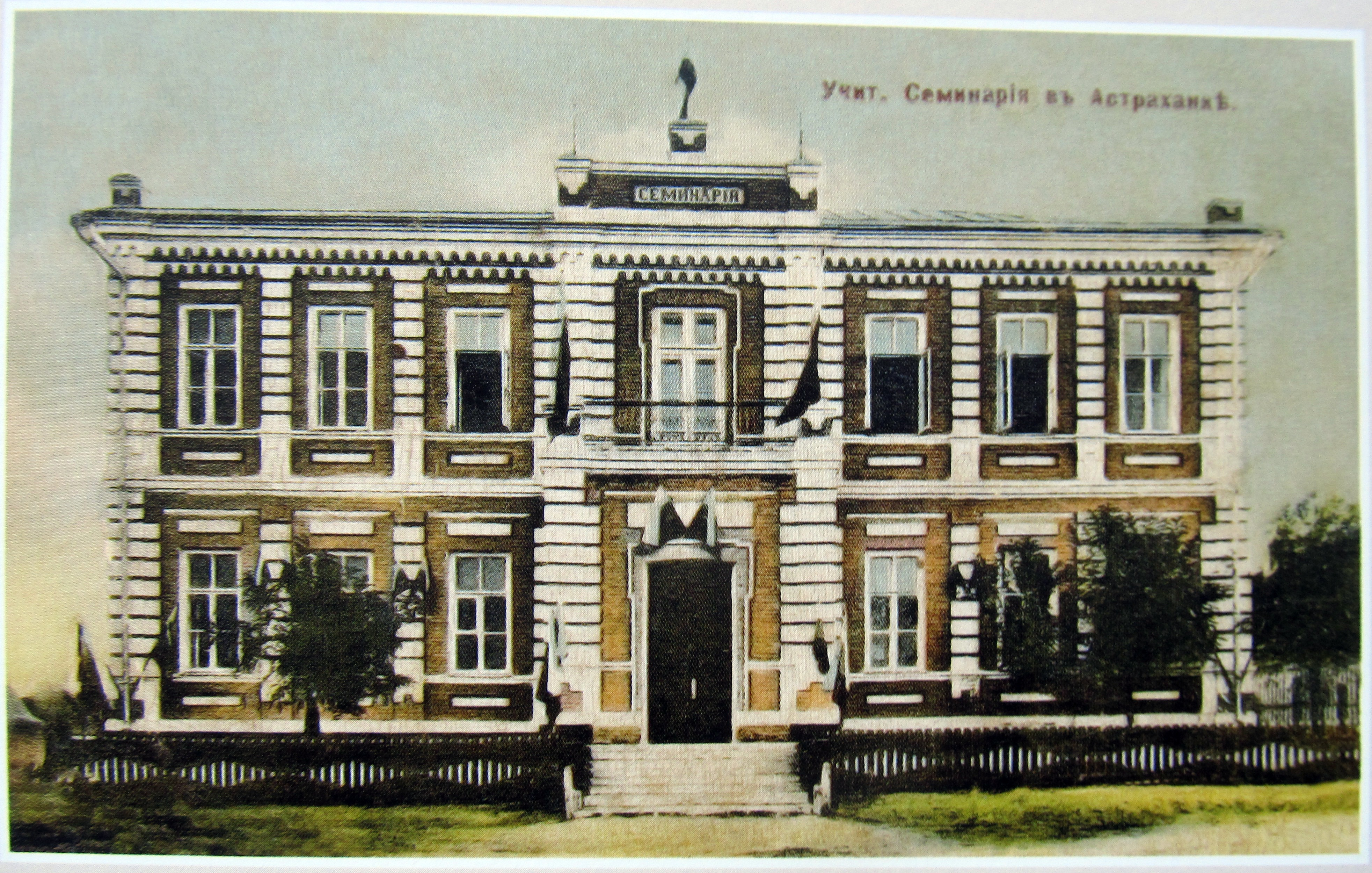
Учительская семинария в Астраханке. Начало XX века
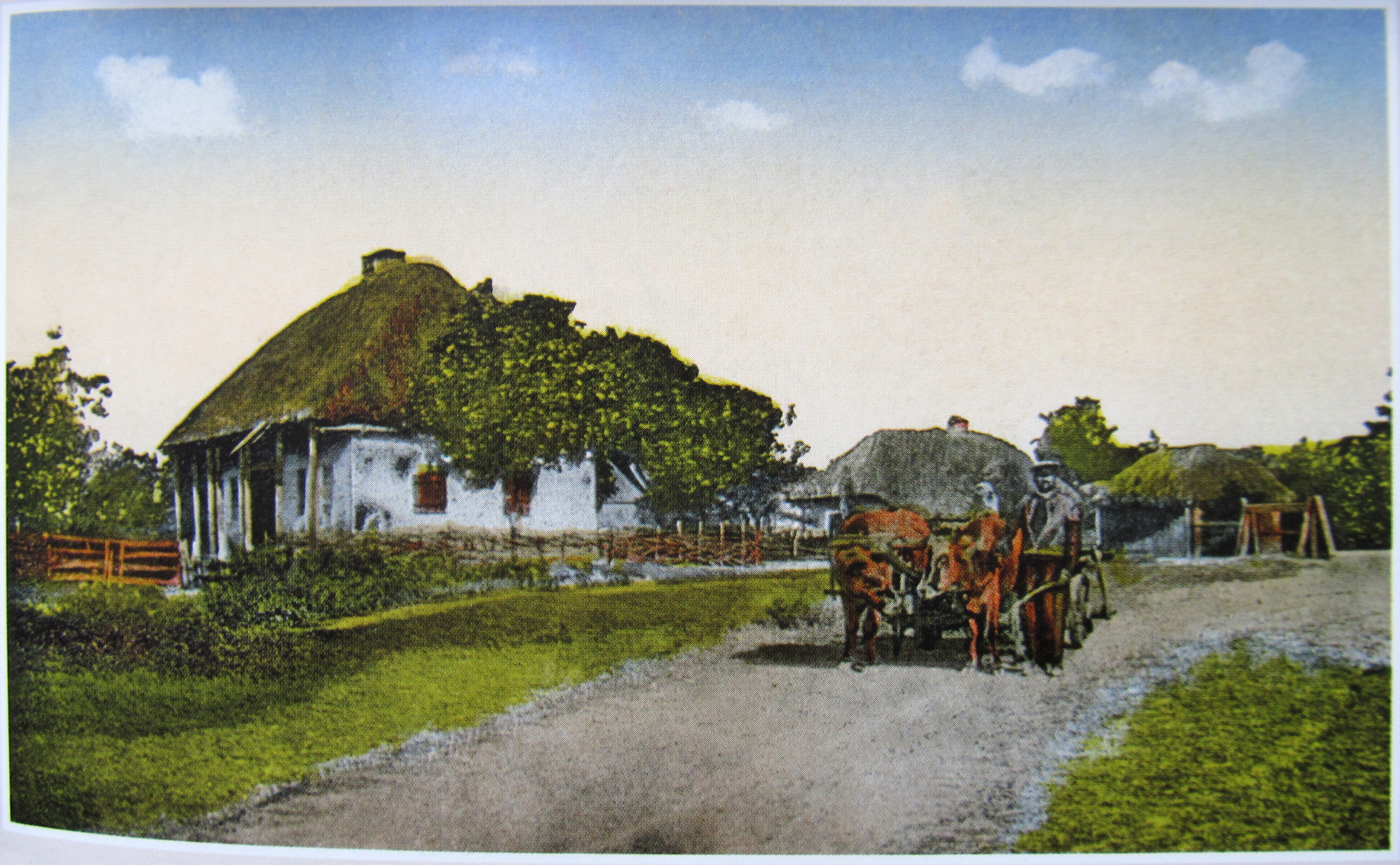
Поселение в Таврии. 1917 год

## Экономика
- «Агрос», ОАО.[13]

## Объекты социальной сферы

Астраханская школа

- Школа. Открылась в 1957 году. В школе обучается около 200 человек.[14]
- Музыкальная школа.
- Детский сад.
- Дом культуры.
- Врачебная амбулатория.
- Исторический музей.
- Участковая больница — ул. Заводская, 63.[15]
- Храм святого великомученика Димитрия Солунского. Подчинён Запорожской и Мелитопольской епархии Украинской православной церкви Московского патриархата.[16]
- Подворье монастыря святого Саввы Освященного.[12]

## Достопримечательности
- Братская могила советских воинов, в которой похоронены 44 советских воина, погибших при освобождении села осенью 1943 года.[3]
- Здание бывшей духовной семинарии было построено в 1907 году. Позже в этом здании размещалась школа, штабы Красной армии и немецких войск. Здание было частично разрушено в 1943 году, и первоначальный вид был ему возвращён лишь в 1980-е годы. Сейчас здесь находится Астраханский сельсовет.[4]

## Известные люди
- Захаров, Зиновий Данилович (1840—19??) — депутат Государственной думы Российской империи III созыва, основатель и лидер религиозного движения молокан-захаровцев
- Деменков, Сергей Васильевич (1919—2003) — Герой Советского Союза, родился в селе Астраханка.[3]
- Тимофеев, Сергей Константинович (1923—1944) — Герой Советского Союза, родился в селе Астраханка.[3]
- С. А. Хазарьян — Герой Советского Союза, воспитанник астраханского детского дома.[3]
- Жак, Вальтер Людвигович (1878—1939) — немецкий миссионер, пастор. В 1907—1911 годах сначала построил, а затем возглавлял Учительскую семинарию в Астраханке.
- Рулев, Василий Васильевич — епископ, пастор церкви г. Фергана (Узбекистан), родился в селе Астраханка, потомок молокан.[источник не указан 2548 дней]